# Fountain (Wisconsin)
Fountain è un comune degli Stati Uniti, situato in Wisconsin, nella Contea di Juneau.